# Blaps maroccana
Blaps maroccana – gatunek chrząszcza z rodziny czarnuchowatych i podrodziny Tenebrioninae.
Gatunek ten został opisany w 1893 roku przez Georga Karla Marię Seidlitza. W 2011 został przeniesiony z grupy gatunków B. gigas do grupy B. alternans. Według badań przeprowadzonych przez Condamine i współpracowników zajmował w niej pozycję siostrzaną do kladu obejmującego wszystkich pozostałych członków grupy. Wyniki badań z 2013 roku wskazują jednak na parafiletyzm tak rozumianej grupy B. alternans. Zgodnie z ich wynikami B. maroccana należy do grupy B. emondi, a jego linia ewolucyjna wydzieliła się około 9 mln lat temu, w miocenie.
Blaps maroccana jest żywicielem nicienia Spirura rytipleurytes seurati, który następnie infekuje jeże Arinaceus algirus
Chrząszcz ten zasiedla Maroko.